# Dinophasma maalon
Dinophasma maalon är en insektsart som beskrevs av Marco Gottardo 2007. Dinophasma maalon ingår i släktet Dinophasma och familjen Aschiphasmatidae. Inga underarter finns listade i Catalogue of Life.